# Paris (Yukon)
Pour les articles homonymes, voir Paris (homonymie).

Paris est une ville fantôme canadienne située dans la région de Klondike, au Yukon. 

## Historique
Elle est créée durant la ruée vers l'or du Klondike, en 1898. Des documents de la poste indiquent qu'elle existait toujours en 1911, mais il n'y en a plus aucune trace aujourd'hui. Elle tient son nom de la grande quantité de Français qui s'y étaient établis, et du fait que son facteur était né en France à Paris.